# Idaea sakuraii
Idaea sakuraii là một loài bướm đêm trong họ Geometridae.